# Les Aventures de Sherlock Holmes
Pour les articles homonymes, voir Les Aventures de Sherlock Holmes (homonymie).
Les Aventures de Sherlock Holmes est un recueil de nouvelles policières écrit par Arthur Conan Doyle et mettant en scène son célèbre détective privé. Le livre original a été illustré par Sidney Paget.
Ce sont les premières aventures de Sherlock Holmes. Elles ont été publiées originellement dans The Strand Magazine entre juillet 1891 et juin 1892. Le recueil a été publié en Angleterre le 14 octobre 1892 par l’éditeur George Newnes Ldt. Le tirage initial a été de 14 500 exemplaires.
Le livre a été interdit en Union soviétique en 1929 pour raison d'occultisme même si le livre ne montre aucune trace d’une telle thématique.

## Contenu

### Un scandale en Bohême
- Titre original : A Scandal in Bohemia
- Première publication : 1891
- Adaptations : 
  - Les Aventures de Sherlock Holmes - Épisode 1
  - Un Scandale à Buckingham (A Scandal in Belgravia) in Sherlock saison 2, épisode 1
- Résumé : Le roi de Bohême vient trouver Sherlock Holmes pour lui confier une affaire : il va bientôt se marier à une prude princesse mais un ancien amour, Irène Adler, menace de tout faire échouer en publiant une photo d'eux deux. Sherlock Holmes invente un stratagème pour arriver à pénétrer chez Irène pour voir où est la photo : il fait croire à un incendie en sachant qu'elle cherchera à sauver ce qu'elle a de plus cher dans la panique - la photo. Finalement, elle parvient à s'enfuir avec la photo mais assure au roi qu'elle est amoureuse d'un autre homme et qu'elle ne lui portera pas préjudice. C'est une des rares fois où Sherlock Holmes échoue.

### La Ligue des rouquins
- Titre alternatif : L’Association des hommes roux
- Titre original : The Adventure of the Red-Headed League
- Première publication :1891
- Adaptations : Les Aventures de Sherlock Holmes - Épisode 12
- Résumé : Un rouquin vient demander l'aide de Sherlock Holmes car il se sent grugé par la « Ligue des Rouquins » qui l'avait engagé pour recopier l'Encyclopédie. En fait, il s'agissait d'un complot de son apprenti pour pouvoir creuser dans la cave du roux un tunnel menant aux caves d'une banque. Sherlock mettra fin à l'affaire en capturant le cerveau dans les dites caves.

### Une affaire d'identité
- Titre original : A Case of Identity
- Première publication : 1891
- Adaptation: Sherlock Holmes résout l'affaire dans l'épisode 1 de la saison 3 dans la série Sherlock en quelques secondes.
- Résumé : Une femme myope engage Holmes pour retrouver son amant avec qui elle devait se marier. Rapidement, il s'avère qu'en fait, il s'agissait de son beau-père, déguisé, qui avait dans l'idée de lui faire prêter serment de fidélité avant de disparaître, laissant ainsi la femme seule et pouvant continuer de profiter de la dot qu'elle aurait pu réclamer en se mariant.

### Le Mystère du val Boscombe
- Titre original : The Boscombe Valley Mystery
- Première publication : 1891
- Adaptations : Les Archives de Sherlock Holmes - Épisode 4
- Résumé : Un homme et son fils se disputent près d'un étang. Le fils finit par rompre cette explication houleuse et part à travers bois, lorsqu'il entend un cri. Revenu sur ses pas avec son fusil, il trouve son père agonisant qui n'a que la force de lui chuchoter un mot incompréhensible. La police, arrivée sur les lieux, inculpe le fils de meurtre. Appelé à l'aide par la fiancée du prisonnier, Holmes découvre le fin mot de l'histoire et innocente le fils en reconstituant une histoire vieille de plus de trente ans.

### Les Cinq Pépins d'orange
- Titre original : The Five Orange Pips
- Première publication : 1891
- Résumé : Un jeune homme vient trouver Sherlock pour lui narrer l'histoire de son oncle et de son père, tous deux morts après avoir reçu une lettre comportant 5 pépins ainsi que les initiales « K.K.K. ». Sherlock le renvoie chez lui en lui demandant de se plier aux demandes de la lettre mais apprend le lendemain que l'homme est mort le soir même. Il enquête pour trouver les assassins qui ont déjà repris la mer et leur fait envoyer, en Amérique, une lettre similaire avec cinq pépins. Toutefois, leur bateau fait naufrage et ils ne la recevront jamais.

### L'Homme à la lèvre tordue
- Titre original : The Man with the Twisted Lip
- Première publication : 1891
- Adaptations : Le Retour de Sherlock Holmes - Épisode 5
- Résumé : Tandis que Watson est amené à sortir un de ses amis et patients d'une fumerie d'Opium, il rencontre Holmes déguisé qui enquête dans ladite fumerie appartenant à Lascar, un malfrat notoire. En effet, un gentleman de la campagne a disparu voilà quelques jours après que sa femme l'a vu à la fenêtre du 1er étage de cette fumerie. Or tout ce que la police a pu trouver s'avère être un clochard à la lèvre suturée ainsi que les vêtements de son mari, jeté dans la Tamise. Finalement, Holmes parvient à tirer le mystère au clair et le clochard est en réalité le gentleman qui, pour écrire un article de journal, s'était mis à mendier, grimé, et finissait par gagner plus en mendiant qu'en écrivant. De peur que sa femme l'apprenne, il refusait de révéler son identité lorsqu'il fut arrêté.

### L'Escarboucle bleue
- Titre original : The Adventure of the Blue Carbuncle
- Première publication : 1892
- Adaptations : Les Aventures de Sherlock Holmes - Épisode 7
- Résumé : Un policier assiste à une agression en rue, voulant aider le vieil homme agressé, il est surpris de voir celui-ci s'enfuir en laissant son chapeau ainsi qu'une oie grasse. Il vient trouver Sherlock Holmes qui finit par retrouver le propriétaire du chapeau mais l'oie, mangée entre-temps, contenait une escarboucle bleue, volée récemment à une Lady dans un grand hôtel. Sherlock remonte la piste de l'oie et de fil en aiguille cherche à savoir qui l'a placée dans l'oie. Finalement, c'est le patron de l'hôtel qui l'a volée en accusant le plombier pour la dissimuler dans le gosier d'une oie chez sa sœur.

### Le Ruban moucheté
- Titre original : The Adventure of the Speckled Band
- Titre alternatif : L'Aventure de la bande tachetée
- Première publication : 1892
- Adaptations : Les Aventures de Sherlock Holmes - Épisode 6
- Résumé : Une jeune fille vient s'en remettre à Holmes ; en effet, voilà quelques années sa sœur est morte, peu avant le mariage, en entendant un sifflement dans sa chambre et parlant effrayé d'un ruban moucheté. Maintenant, c'est elle qui va se marier et elle entend aussi ce sifflement. Sherlock passe la nuit dans sa chambre et aperçoit un serpent des marais venir par une prise d'air communiquant avec la chambre de l'oncle de la femme. Il frappe le serpent qui revient d'où il est venu et attaque son maître Binche .

### Le Pouce de l'ingénieur
- Titre original : The Adventure of the Engineer's Thumb
- Première publication : 1892
- Résumé : Un homme arrive titubant chez Watson avec la main en sang : il n'a que la force de dire qu'il a été attaqué et le médecin lui propose de se rendre chez Sherlock. L'homme est un ingénieur hydraulicien engagé pour vérifier, de nuit, mais moyennant un fort salaire, une presse hydraulique employée, lui dit-on, à extraire de la terre à foulon. Il vérifie la machine mais sa curiosité attire sur lui les foudres de son employeur d'un soir qui tente de le tuer en le faisant écraser par la presse. Il parvient à s'enfuir mais sa lanterne laissée dans la presse met le feu à la maison. Il s'évanouit après avoir sauté par la fenêtre là où il perd son doigt. Dès qu'il se réveille, il prend le train pour rentrer à Londres et tombe sur Watson (récit circulaire). Holmes dit qu'il s'agissait de faux-monnayeur et qu'il a eu beaucoup de chance car un an auparavant, un ingénieur avait disparu dans des circonstances identiques.

### Un aristocrate célibataire
- Titre original : The Adventure of the Noble Bachelor
- Titre alternatif : Un aristocrate célibataire (Livre de poche 1070/1071, 1963)
- Première publication : 1892
- Adaptations : Le Mystère de Glavon Manor, téléfilm
- Résumé : Un riche gentleman s'en remet à Holmes pour découvrir comment sa fiancée a disparu juste après la cérémonie de mariage. Il pense qu'elle a été assassinée par une ancienne amante, Flora. Les vêtements de la mariée sont retrouvés dans la Serpentine (Lac de Hyde Park). Dans ses poches, une note d'hôtel de luxe ainsi qu'un mot lui demandant de la rejoindre au plus vite. Holmes retrouve la jeune femme, avec son premier mari qu'elle pensait disparu (capturé par des indiens), il n'a su la retrouver que le jour de la cérémonie et elle souhaite rester avec lui.

### Le Diadème de béryls
- Titre original : The Adventure of the Beryl Coronet
- Première publication : 1892
- Résumé : Un homme de grand renom laisse à la banque son diadème de béryls comme preuve de sa fortune afin de contracter un prêt de 50 000 francs. Le banquier, trop soucieux, décide de ramener le bijou chez lui et se confie à son fils, joueur invétéré, ainsi qu'à sa nièce qui vit sous son toit. En pleine nuit, il entend du bruit et trouve son fils occupé à détordre le bijou auquel il manque trois pierres. Il le fait arrêter et demande de l'aide à Holmes qui découvre que les pierres ont été volées par la nièce pour le compte de son amant et que le fils, amoureux, a préféré se taire et endosser le crime, après avoir récupéré la plus grande part du bijou. Holmes l'innocente et la nièce disparaît avec son amant.

### Les Hêtres rouges
- Titre original : The Adventure of the Copper Beeches
- Première publication : 1892
- Adaptations :  The Adventure of the Copper Beeches (1912), Sherlock Holmes (épisode no 8)
- Résumé : Une jeune gouvernante vient se confier à Sherlock Holmes : un couple campagnard lui offre une place substantiellement rémunérée, si elle accepte de se couper les cheveux et de se plier aux petites lubies de ses employeurs. Rapidement, elle remarque qu'une aile de la maison est barricadée. Elle finit par s'y rendre et découvre qu'une personne y est certainement séquestrée. Holmes et Watson se rendent sur les lieux et, la nuit tombée, en l'absence des patrons, se glissent dans la maison. Dans la pièce barricadée, ils ne trouvent qu'une verrière ouverte et une grande échelle dans le jardin. Le patron revient et veut lâcher sur eux un molosse mais ayant oublié de le nourrir, il se retourne contre son maître. La servante avoue que son patron avait fait enfermer sa propre fille pour l'empêcher de se marier et de réclamer une partie de sa fortune tandis que l'homme avait engagé une jeune fille ressemblant à sa fille pour faire croire à son fiancé qu'elle l'avait oublié. Mais il avait réussi à la faire s'évader le soir même.